# Маноду, Лор
Лор Маноду́ (фр. Laure Manaudou; род. 9 октября 1986, Вийёрбан) — французская пловчиха, олимпийская чемпионка 2004 года на дистанции 400 метров вольным стилем, трёхкратная чемпионка мира, 18-кратная чемпионка Европы (9 раз в 50-метровом бассейне и 9 раз в 25-метровом). Одна из сильнейших французских пловчих за всю историю. Старшая сестра олимпийского чемпиона по плаванию Флорана Маноду.

## Спортивная биография

### Олимпийские игры 2004
На Олимпийских играх 2004 года в бассейне и первое золото для французов в плавании вообще со времён Жана Буатё, побеждавшего в Хельсинки в 1952 году. Кроме того, на Олимпиаде в Афинах Лор завоевала ещё две медали — серебро на дистанции 800 метров вольным стилем (за 200 метров до финиша Маноду лидировала с преимуществом 1,5 сек, но в конце уступила японке Ай Сибате) и бронзу на дистанции 100 м на спине. Лор стала второй француженкой в истории, выигрывавшей три медали на одной Олимпиаде.

### Олимпийские игры 2008
На Олимпийских играх 2008 года в Пекине Маноду не смогла показать результаты 4-летней давности. В финале на дистанции 400 м в/с Лор, которая была фаворитом после побед на чемпионатах мира 2005 и 2007 годов, лидировала после первых 100 метров, но не смогла удержать темп и финишировала последней, «бросив» плыть на последней четверти дистанции (4:11,26). На дистанции 100 м на спине Лор с трудом попала в финал с 8-м временем, а в решающем заплыве финишировала седьмой (1:00,10).

### Олимпийские игры 2012
На Олимпийских играх 2012 в Лондоне Лор выступала только в плавании на спине на трёх дистанциях — 100 м на спине, 200 м на спине и на первом этапе комбинированной эстафеты 4×100 м— но не смогла выйти в полуфиналы в личных дисциплинах и в финал в эстафете. Однако на той Олимпиаде её младший брат Флоран завоевал золотую медаль на дистанции 50 м в/с.

## Личная жизнь
2 апреля 2010 года родила дочь Манон от французского пловца Фредерика Буске. Впоследствии пара рассталась. С 2015 года встречается с участником группы Фреро Делавега Жереми Фреро. У пары двое сыновей — Лу Фреро (род. 18 июля 2017) и сын, чье имя неизвестно (род. январь 2021).

## Награды и звания
- 24 сентября 2004 года было присвоено звание кавалера ордена Почётного легиона[10].